# فيكرز فياسترا
فيكرز فياسترا (بالإنجليزية: Vickers Viastra)‏ هي نقل أنتجت في المملكة المتحدة. من صناعة فيكرز المحدودة. كان أول طيران لها في 1 أكتوبر 1930. انتهت خدمتها في 1937.